# Auricularia auricula-judae
Auricularia auricula-judae, comúnmente conocido como oreja de Judas, es un hongo basidiomiceto comestible, del orden Auriculariales. El epíteto específico auricula-judae, en latín, significa "oreja de Judas". En algunos países es identificado coloquialmente como Orejas de madera, Orejas de oso y Alga Banyi Yun Er.

## Descripción
Nace en forma de concha de color pardo oscuro, con la cara externa un poco más pálida que la interna y, a medida que va creciendo, toma la forma de una oreja con el margen arrugado. El esporocarpo, o cuerpo fructífero, es de consistencia gelatinosa, se deshidrata en ambiente seco y recobra la elasticidad con la humedad.
Por la parte de encima es más pálido que por la de abajo, que está recorrida por una especie de pliegues muy irregulares.

## Hábitat
Crece habitualmente en grupos, sobre rocas expuestas a la humedad constante, ramas muertas de alcornoques, plátanos, saúcos, pinos, fresnos, arces negundo y otras coníferas y latifoliadas.
El cuerpo fructífero suele aparecer en otoño en lugares húmedos, después de las lluvias, pero ocasionalmente se le puede encontrar en primavera y verano.

### Gastronomía
Es comestible y muy apreciado en la cocina oriental (es el "hongo negro" de los restaurantes chinos, en China se cultivan sobre troncos muertos).
Se puede comer crudo, aunque no tiene un sabor muy marcado, pero por su aspecto suele usarse como decoración de ensaladas. También puede comerse frito o en sopas
Puede guardarse seco y si se le pone en remojo antes de usarlo recupera su consistencia gelatinosa.

### Medicinales
Tiene propiedades antibióticas y antiinflamatorias.

## Nombre común
En español se la conoce con diversos nombres comunes, como oreja de Judas, oreja de lana u oreja de judío.

## Galería

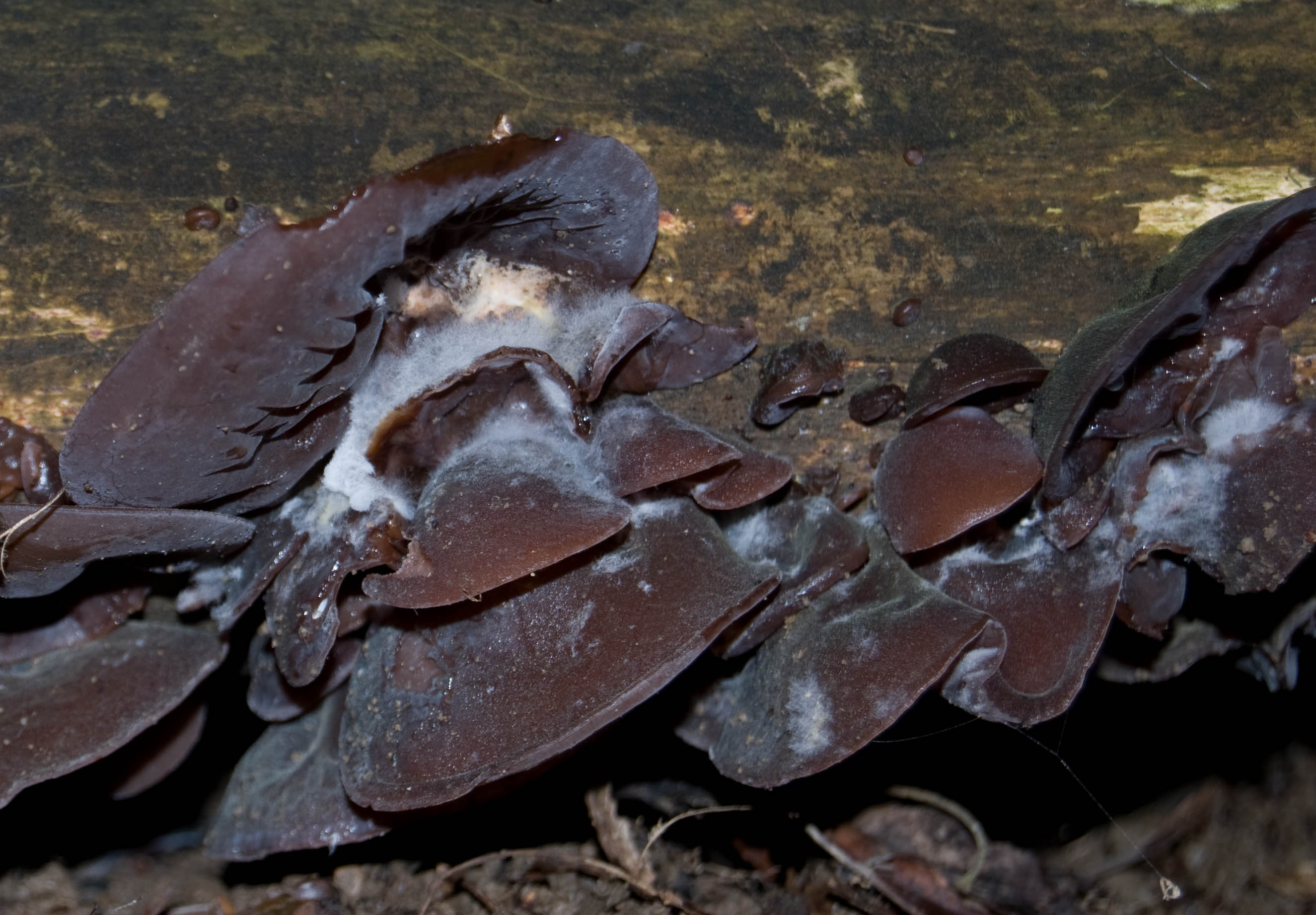
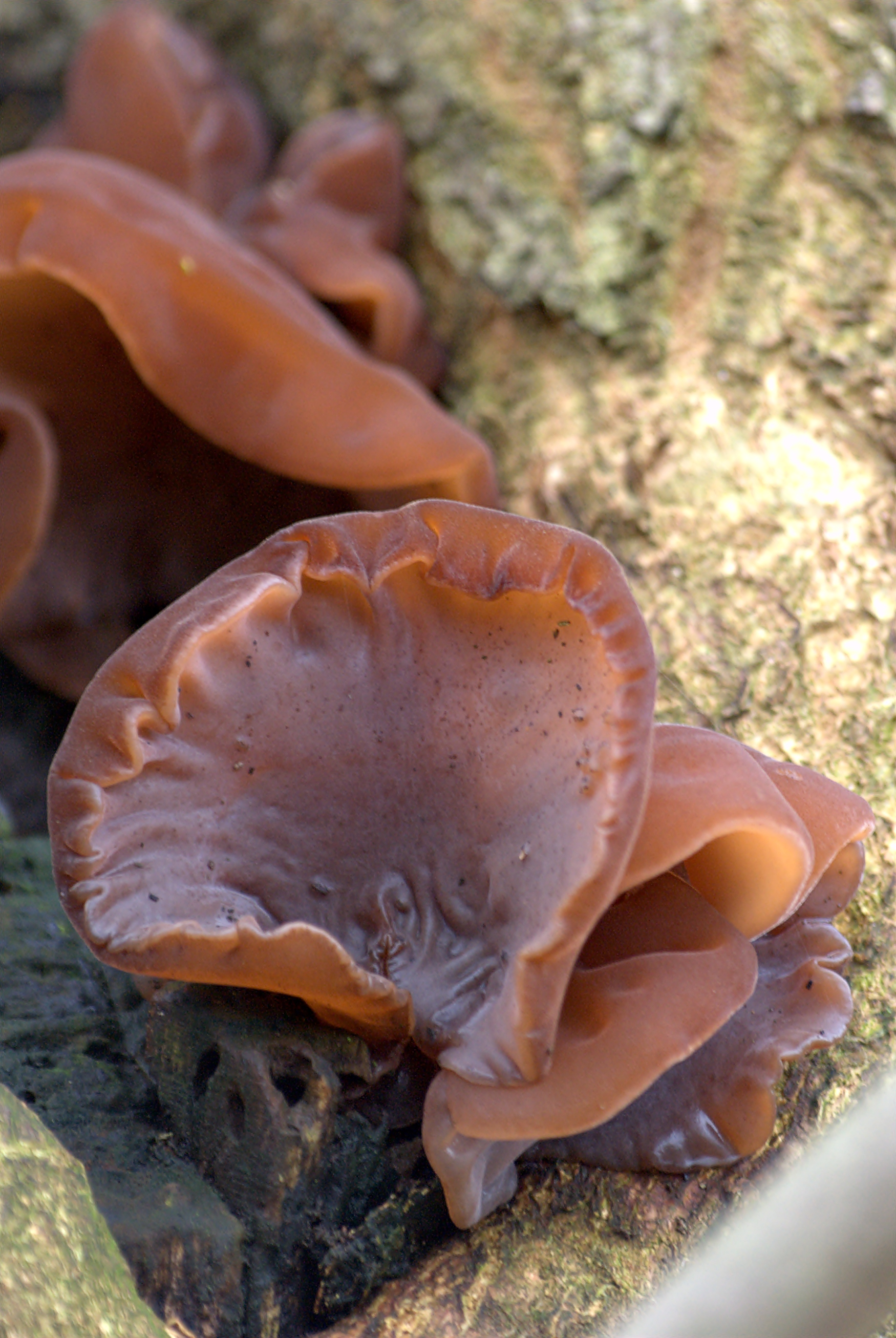
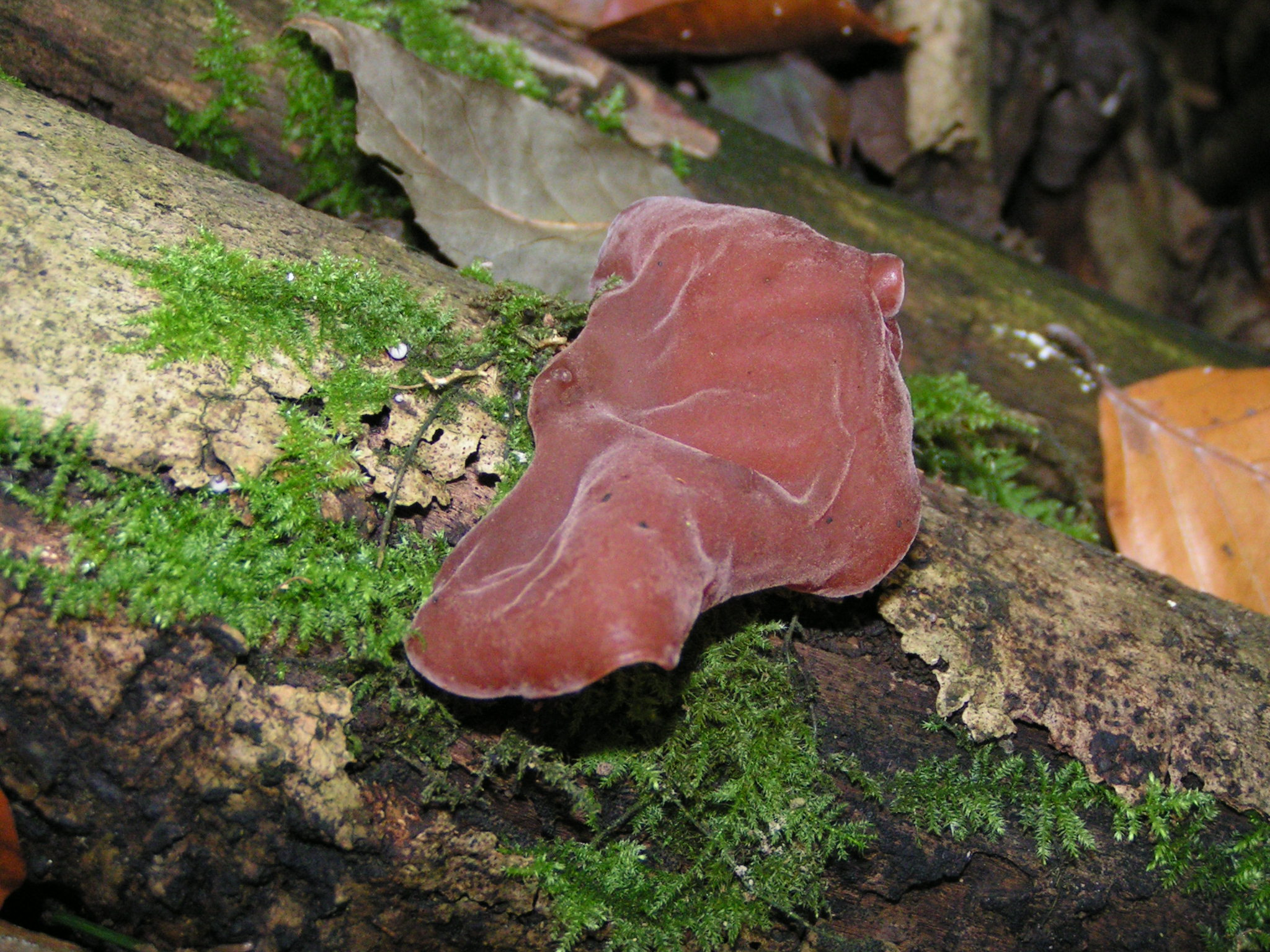
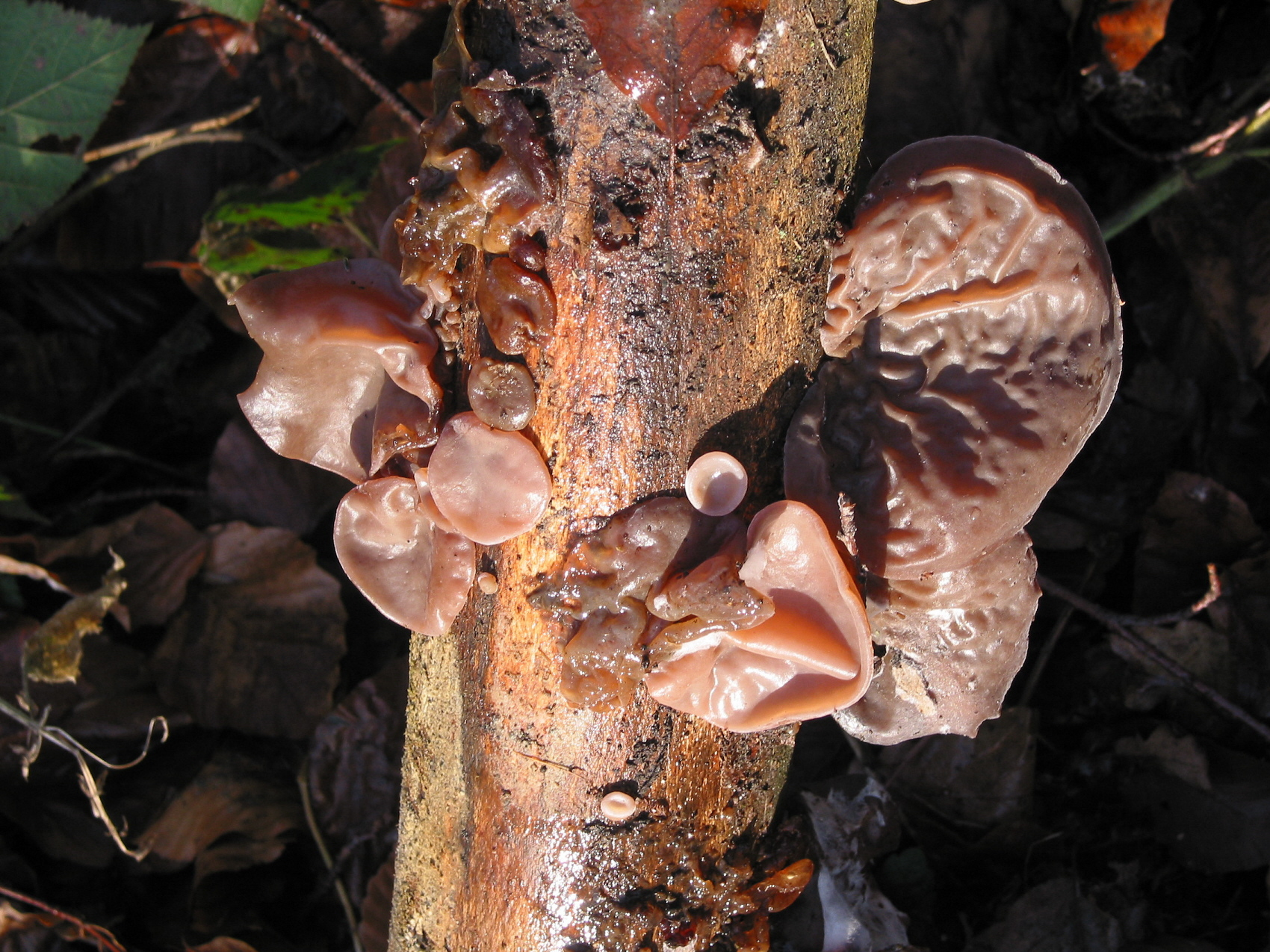
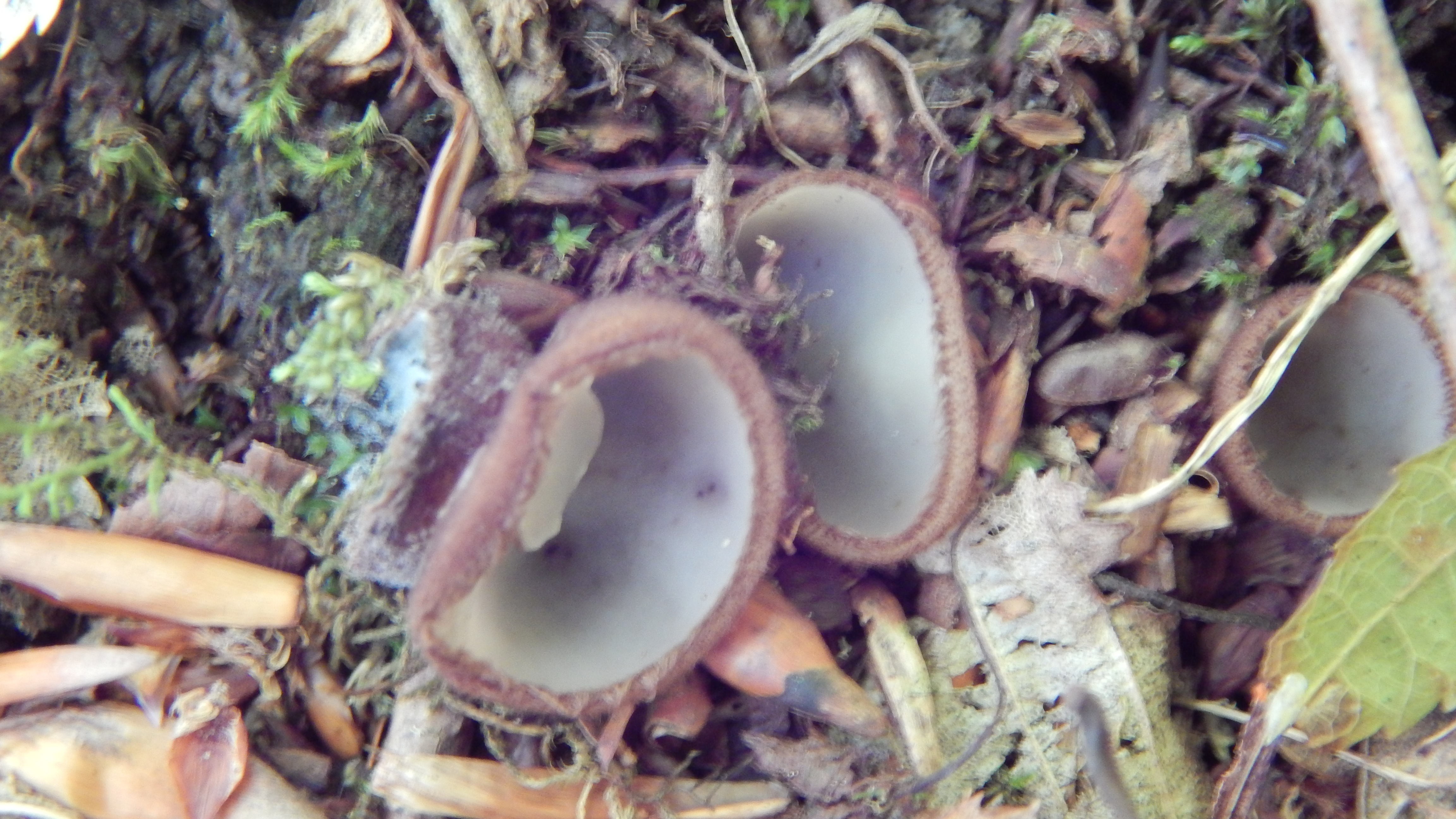
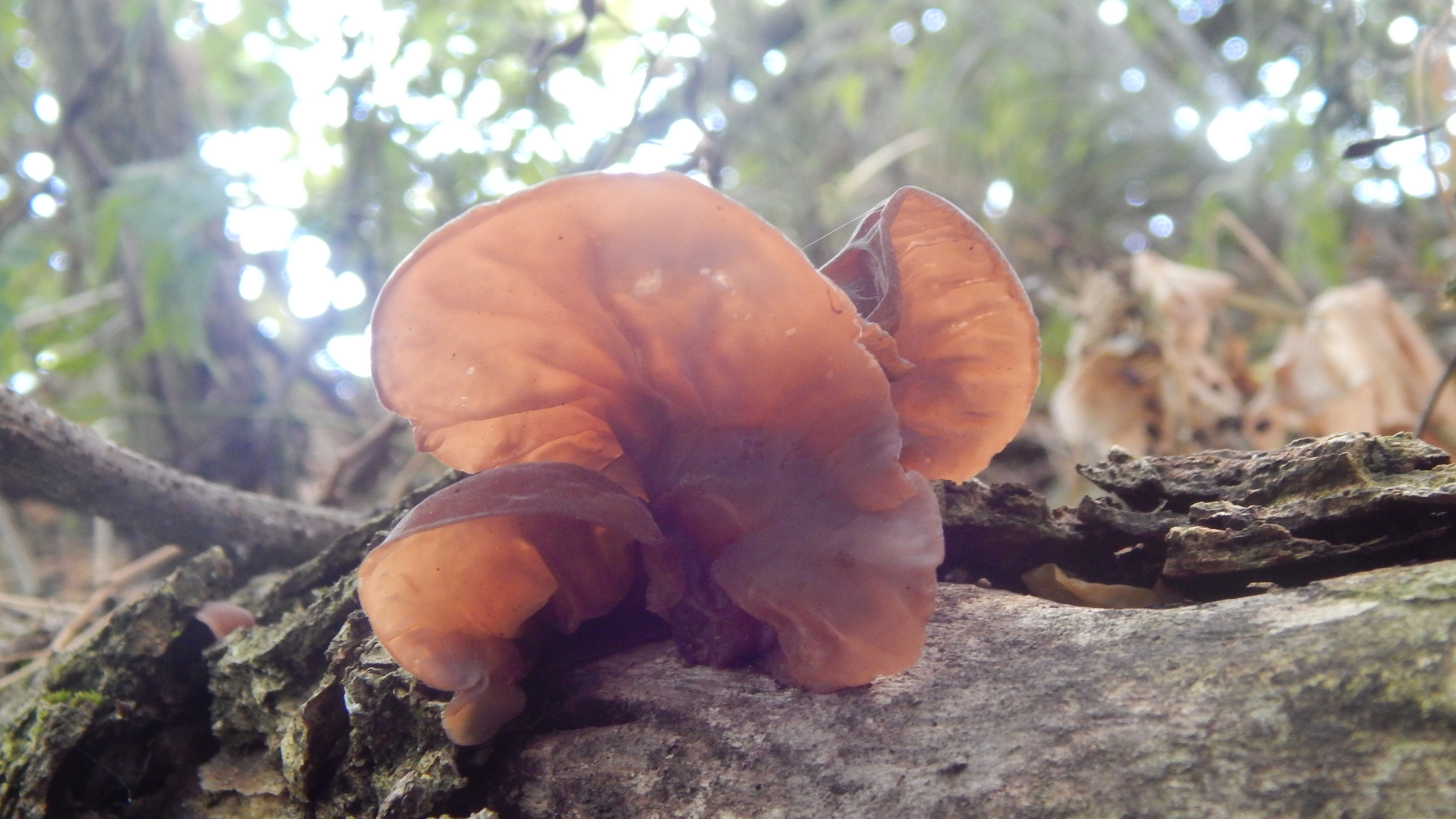